# Axel Paulus Sjöberg

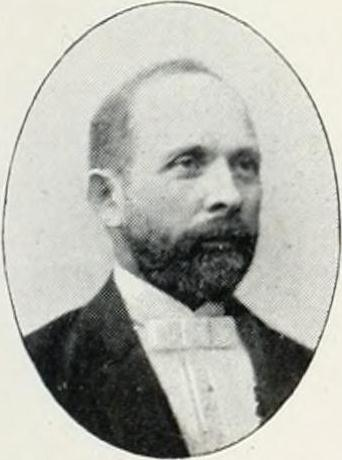
Axel Paulus Sjöberg.

Axel Paulus Sjöberg, A.P. Sjöberg, född 3 juni 1839 i Stora Uppåkra, Flackarps socken, död 1913, var en svensk fabriksidkare.
Sjöberg blev bokhållare hos Johan Henrik Dieden senior och drev under åren 1864–1874 tillsammans med lantbrukare Anders Svensson ett kritbruk i Södra Sallerup. År 1883 köpte Sjöberg Södra Sallerup nr. 5 och startade där Malmö Kritbruk, vilket 1893 ombildades till AB Kritbruksbolaget i Malmö. 
Sjöberg grundade även Malmö Vagnssmörjefabrik (1866), Malmö Nya Tvålfabrik (1871), på Idaborg nära Värnhem, samt Kreosotfabriken vid Hermansgatan för produktion av bland annat fernissa och lack. Dessa industrier flyttades 1873 till kvarteret Humle vid Östergatan, där han även uppförde Sjöbergska palatset.
Sjöberg var 1898–1901 ledamot i styrelsen för Christianstads Enskilda Banks avdelningskontor i Malmö och från 1902 i styrelsen för Bankaktiebolaget Södra Sveriges avdelningskontor där. Han var 1875–1886 och 1893–1908 ledamot av Malmö stadsfullmäktige.
År 1991 uppkallades A.P. Sjöbergs väg i Malmö efter honom.